# The Unholy
The Unholy ist ein US-amerikanischer Horrorfilm aus dem Jahr 2021. Für Evan Spiliotopoulos, welcher sich auch für das Drehbuch verantwortet, war es das Regiedebüt. Die Geschichte basiert auf dem 1983 erschienenen Horrorroman Erscheinung (Shrine) vom Autor James Herbert.

## Handlung
Der Film beginnt im Jahr 1845 in Banfield, Massachusetts mit der Hinrichtung einer Frau, die später als Mary Elnor identifiziert wird und der Hexerei beschuldigt wird. Die Frau wird an einem Baum aufgehängt und schließlich angezündet. Bevor sie stirbt, wird ihre Asche in einer Kernpuppe aufbewahrt, was darauf hindeutet, dass die Puppe anschließend von Marys Geist besessen ist.
In der Gegenwart arbeitet der in Ungnade gefallene Journalist Gerry Fenn als Reporter für alles paranormale. Sein neuester Auftrag führt ihn nach Boston, wo sich die vermeintlich übernatürlichen Aktivitäten als Teenager-Streich herausstellen. Als er sich auf die Abreise vorbereitet, entdeckt er die Mary Elnor Puppe und zertritt sie, wodurch er unwissentlich ihren Geist befreit. Später wird Gerry in einen Unfall verwickelt, nachdem er ein junges Mädchen, Alice Pagett, über die Straße laufen sieht. Er folgt ihr zu dem Baum, an dem Mary einst gehängt wurde – dem Ort, an dem er zuvor die Puppe fand – und hört sie sprechen, bevor sie schließlich zusammenbricht. Als er sie in eine nahe gelegene Kirche bringt, erfährt er, dass Alice taubstumm ist. Gerry beschließt in der Stadt zu bleiben, um diese seiner Meinung nach echten Geschichte über das Übernatürliche zu untersuchen.
Am nächsten Tag verblüfft die nun sprechende Alice die Gemeinde und verkündet, dass sie von der Jungfrau Maria geheilt worden sei. Dies löst einen Medienrummel aus, der durch weitere scheinbar wundersame Heilungen noch verstärkt wird. Während einer dieser Heilungen weint eine Marienstatue in der Nähe des Altarraums der Kirche blutige Tränen. Die katholische Kirche schickt Monsignore Delgarde, um gemeinsam mit Bischof Gyles die Behauptungen zu untersuchen. Gerry freundet sich derweil mit Alice an, die ihm erzählt, dass sie zwar mit einer Erscheinung namens Maria gesprochen habe, aber nur angenommen hat, dass es sich dabei auch um die Jungfrau Maria handelt. Gerry beginnt zu vermuten, dass etwas Unheimliches vor sich geht, da er Visionen von „Mary“ als schreckliche Kreatur hat. Er findet einen Partner in Pater William Hagan, Alices Onkel mütterlicherseits, der die wahre Natur der Heilungen vermutet. Hagan entdeckt ein Buch, in dem Mary Elnor beschrieben wird, die für Satan Wunder vollbrachte. Noch bevor er jemanden warnen kann, wird er von Elnor angegriffen, und seine Leiche wird später hängend in der Kirche gefunden. Gyles überredet Gerry den scheinbaren Selbstmord Hagans zu verschweigen, da er die göttlichen Geschehnisse trüben würde; Hagans Tod wird als Unfall erklärt.
Gerry freundet sich mit Natalie Gates, der Ärztin der Stadt an und offenbart ihr, dass er bei der Erfinden von Geschichten erwischt wurde, weshalb er jetzt über Falschmeldungen berichtet, in der Hoffnung, dass diese seiner Karriere neuen Schwung verleihen. Die beiden stoßen schließlich auf die Informationen, die Hagan entdeckt hat und die zeigen, dass Elnor ihre Seele an Satan verkauft hat, um mehr Macht zu erlangen. Satan erlaubte ihr und ihren Nachkommen „Wunder“ zu vollbringen und die Menschen dazu zu bringen, sich ihr und damit Satan zu verschreiben. Elnor versucht Gerry zu töten, aber Delgarde vertreibt sie mit Gebeten und einem Kruzifix. Gerry und Delgarde sind schockiert, als sie erfahren, dass Gyles von der Geschichte in Banfield wusste, aber glaubte, dass sie nichts mit den Wundern zu tun hatte, die sich kürzlich ereigneten. Er warnt Gerry, dass jeder Versuch seine Ansichten über die Situation mitzuteilen, wegen Gerrys angeschlagenem Ruf auf taube Ohren stoßen wird.
Alice, von der sie glauben, dass sie nichts von Marys wahrer Natur weiß, möchte einen Gottesdienst am Baum abhalten. Delgarde warnt, dass diejenigen, die sich Elnor verschreiben, sie stärker machen und ihre Seelen zur Hölle verdammen würden. Gerry, Natalie und Delgarde versuchen in der Kirche ein Ritual durchzuführen, um dies zu verhindern, aber Elnor erscheint und zerschmettert Delgarde mit einem brennenden Kreuz.
Sobald der Gottesdienst beginnt, fordert Alice alle auf sich dreimal Maria zu versprechen. Gerry gelingt es, die Menge davon abzuhalten das Gelöbnis abzulegen, indem er behauptet, dass es sich bei den Wundern nur um einen weiteren seiner erfundenen Geschichten handelte und dass alle „Wunder“ auf den Placebo-Effekt zurückzuführen seien. Natalie kommuniziert mit Alice mittels Zeichensprache und fordert sie auf den Gottesdienst abzubrechen. Mary spricht zu Alice und bittet sie inständig den Gottesdienst fortzusetzen oder nie wieder sprechen zu können. Alice erkennt Marias wahre Natur und bestätigt, dass die Wunder nicht von Gott waren. Der Baum geht plötzlich in Flammen auf, woraufhin alle Anwesenden in Panik fliehen, während eine wütende Maria aus dem Baum hervortritt. Sie verbrennt Gyles, bevor sie versucht Gerry zu töten. Doch Alice opfert sich, um sein Leben zu retten. Dies führt dazu, dass Mary verschwindet, da Alice, als Nachfahrin Elnors, ihre einzige Verbindung zur Welt der Lebenden war. Erschrocken von ihrem Opfer fleht Gerry Gott an Alices Leben zu retten. Sie erwacht wieder zum Leben, hat ihr Gehör aber wieder verloren. Alle Menschen, die Alice geheilt hat, kehren bald in ihren früheren Zustand zurück und der Film schließt mit einer Warnung aus dem Bibelvers Matthäus 7,15.

## Produktion & Veröffentlichung
Am 3. Dezember 2018 berichtete Deadline, dass Sam Raimi und Screen Gems gemeinsam an einer Adaption des Romans Shrine von James Herbert arbeiteten. Der Drehbuchautor Evan Spiliotopoulos sollte zudem sein Regiedebüt geben. 2019 wurde bekanntgegeben, dass Jeffrey Dean Morgan und Jordana Brewster dem Cast angehören sollten. Anfang 2020 wurde der restliche Cast bekanntgegeben, wobei Jordana Brewster durch Katie Aselton ersetzt wurde.
Die Dreharbeiten sollten in der gleichen Woche beginnen, doch wurden kurz darauf durch den Ausbruch der Corona-Pandemie unterbrochen und konnte erst einige Zeit später unter stark eingeschränkten Drehbedingungen fortgesetzt werden. Im März 2021 wurde der finale Titel The Unholy gemeinsam mit dem Trailer und einem Releasedatum veröffentlicht.
Am 2. April 2021 erschien der Film in den USA. Der deutsche Kinostart war der 17. Juni 2021, bevor der Film am 28. Oktober 2021 im Heimkino erschien.

## Kritik
Der Film erhielt überwiegend gemischte bis negative Kritiken. Auf Rotten Tomatoes erhielt der Film von Kritikern 28 Prozent Zustimmung, basierend auf 61 Bewertungen. Häufigste Kritikpunkte waren die genreüblichen Tropes und Handlungsstränge, welche an Originalität missen ließen. Beim Publikum kam der Film mit 56 Prozent Zustimmung etwas besser an, einige effektive Jump Scares und eine straffe Story könnten das schwache CGI und die vorhersehbare Handlung aber nicht aufwägen.

## Deutsche Synchronfassung
Die deutsche Synchronbearbeitung entstand bei der Iyuno Germany in Berlin. Beate Gerlach schrieb das Dialogbuch und führte Dialogregie.
| Darsteller          | Deutscher Sprecher        | Rolle               |
| ------------------- | ------------------------- | ------------------- |
| Jeffrey Dean Morgan | Sebastian Christoph Jacob | Gerald 'Gerry' Fenn |
| Cricket Brown       | Franziska Trunte          | Alice Pagett        |
| Cary Elwes          | Florian Halm              | Bischof Gyles       |
| Diogo Morgado       | Fabian Oscar Wien         | Delgarde            |
| Bates Wilder        | Sven Brieger              | Geary               |
| Marina Mazepa       | Alice Bauer               | Mary Elnor          |
| Christine Adams     | Aline Staskowiak          | Monica Slade        |
| Katie Aselton       | Antje von der Ahe         | Natalie Gates       |
| William Sadler      | Rainer Gerlach            | Pater William Hagan |
| Gisela Chipe        | Denise Kanty              | Sophia Walsh        |

## Auszeichnungen
Kameramann Craig Wrobleski wurde 2022 bei den 65. Canadian Society of Cinematographers Awards in der Kategorie Best Cinematography in Theatrical Feature nominiert, die Auszeichnung ging an Sara Mishara für Drunken Birds (Les oiseaux ivres).